# プブリウス・ウァレリウス・フラックス
プブリウス・ウァレリウス・フラックス（ラテン語: Publius Valerius Flaccus、生没年不詳）は紀元前3世紀中期から後期の共和政ローマの政治家・軍人。紀元前227年に執政官（コンスル）を務めた。

## 出自
パトリキ（貴族）であるウァレリウス氏族の出身。ウァレリウス氏族の伝説的な祖先は、ロムルスとローマを共同統治したティトゥス・タティウスと共にローマに移住したサビニ人とされている。その子孫であるプブリウス・ウァレリウス・プブリコラは共和政ローマの建国者の一人で最初の執政官である。その後ウァレリウス氏族は継続的に執政官を輩出してきた。
フラックスのコグノーメン（第三名、個人名）を持つ人物は、紀元前3世紀の半ばから紀元前1世紀の半ばにかけて活躍しており、氏族の中でも有力な一族であった。父のプラエノーメン（第一名、個人名）はルキウス、祖父はマルクスであるが、父ルキウスは紀元前261年の執政官ルキウス・ウァレリウス・フラックスで、第一次ポエニ戦争ではシケリアで戦った。父ルキウス以降、フラックスは六世代に渡って執政官を出すことになる。プブリウスはフラックス家出身の執政官としては二人目であるが「ローマ人の中で最も高貴で権力を有する」と見られていた。

## 経歴
フラックスに関する最初の記録は紀元前227年に執政官に就任した際のものである。同僚のプレブス（平民）執政官はマルクス・アティリウス・レグルスであった。この年に法務官（プラエトル）の定員が二名から四名に増員された。この年の法務官にはフラックスの友人のマルクス・ウァレリウス・ラエウィヌス、元老院の権威と戦っていたプレブスのガイウス・フラミニウスが含まれていた。フラックスはパトリキではあるもののフラミニウスの政治グループに属していた。
執政官就任中におきた唯一の特筆すべきできごとは、ローマ史上最初とされる「離婚」が行われたことであった。前年の執政官スプリウス・カルウィリウス・マクシムス・ルガが、不妊を理由に妻と離婚している。翌年の執政官選挙にはフラックスの親戚のマルクス・ウァレリウス・マクシムス・メッサッラが出馬し、当選している。
紀元前219年、イベリア半島を支配していたカルタゴの将軍ハンニバルは、ローマの同盟市であるサグントゥム（現在のサグント）を包囲した。フラックスはクィントゥス・バエビウス・タムフィルス（en）と共に、交渉のために派遣された。しかしハンニバルは、包囲戦中に使節を迎えるのは危険として、受け入れを拒否した。ローマはこの事態を予想しており、両使節はカルタゴに向かい、ハンニバルの引渡しを要求した。ティトゥス・リウィウスによると、フラックスはカルタゴ元老院で怒りをこめた演説を行った。バルカ家に敵対していた大ハンノはハンニバルの引渡しを支持したが、結局はその要求は拒否された。フラックスとタムフィルスがローマに戻ると、新たな使節がカルタゴに宣戦布告のために派遣された。
紀元前216年から紀元前214年にかけて、プブリウス・ウァレリウス・フラックスまたはプブリウス・ウァレリウスという名前の人物が何度か記録に現れる。最初はノラの戦いでの「ローマの剣」と呼ばれたマルクス・クラウディウス・マルケッルスのレガトゥス（副官）、二度目と三度目は法務官マルクス・ウァレリウス・ラエウィヌスが率いる艦隊の提督（プラエフェクトゥス）である。歴史家フリードリッヒ・ミュンツァー（en）は、最初の例は紀元前227年の執政官の可能性があるが、艦隊プラエフェクトゥスの方はそうではないと考えている。一方ブロートン（en）は両者共に紀元前227年の執政官と考えている。
紀元前211年、ハンニバルはカルタゴの同盟都市であるカプアを包囲していたローマ軍をカプアから引き離すため、ローマ近郊まで侵攻した（カプア包囲戦）。ローマ元老院では激しい議論が交わされたが、ある議員は全軍をカプアから撤退させてローマを守備することを提案し、またあるものは何もしないことを求めた。結局はフラックスの意見 - カプアの包囲を弱体化させることなく、一部の軍をローマに送ることが可能かを現場の指揮官（前執政官として軍を引き続き指揮していたクィントゥス・フルウィウス・フラックスとアッピウス・クラウディウス・プルケル）に決定させる - が採用された。
この頃になると、フラックスとマルクス・ポルキウス・カトとの間に個人的な関係ができていた。両者の関係は紀元前210年、早ければ紀元前216年に遡る。プルタルコスによれば、両者の自宅は近接しており、両者ともに「気性の良さ、節度、仕事愛」といった美徳をもっていた。フラックスは若いカトを自宅に招き、ローマで政治家としての活動する能力があることを確信した。Kvashninは、フラックスがカトをマルクス・クラウディウス・マルケッルスの政治グループに紹介したと推測している。
フラックスは紀元前209年より遅くない時期に死去したと思われる。研究者達は、このときには既に息子のルキウスが一族の長となっていたと考えている。

## 子孫
フラックスには息子が三人いたと推定される。長男に関する記録は無いが、ローマの慣例からその名前はプブリウスであったと思われる。若死にしたと考えられるが、ミュンツァーは彼が紀元前215年の艦隊プラエフェクトゥスであるとしている。次男はルキウスで、カトと共に紀元前195年執政官、紀元前184年に監察官（ケンソル）に就任している。三男のガイウスもクルスス・ホノルム（名誉のコース）を歩み、紀元前183年には法務官に就任している。また、娘が一人あった可能性もある。ディオドロスは、紀元前204年4月に、フリギアの偉大な女神を具現した聖なる石を受け入れたウァレリアという女性に言及している。

## 参考資料

### 古代の資料
- カピトリヌスのファスティ
- プルタルコス『対比列伝』
- アウルス・ゲッリウス『アッティカ夜話』
- ティトゥス・リウィウス『ローマ建国史』

### 研究書
- Kvashnin V. "State and legal activity of Marc Portia Cato the Elder" - Vologda: Russia, 2004. - 132 p.
- Broughton R. "Magistrates of the Roman Republic" - New York, 1951. - Vol. I. - P. 600.
- Kienast D. "Cato der Zensor. Seine Persönlichkeit und seine Zeit" - Heidelberg: Quelle & Meyer, 1954. - 170 p.
- Münzer F. "Valerius 162ff" // Paulys Realencyclopädie der classischen Altertumswissenschaft . - 1955. - Bd. VIII A, 1. - Kol. 3-5.
- Münzer F. "Valerius 166" // Paulys Realencyclopädie der classischen Altertumswissenschaft . - 1955. - Bd. VIII A, 1. - Kol. 5-7.
- Münzer F. "Valerius 173" // Paulys Realencyclopädie der classischen Altertumswissenschaft . - 1955. - Bd. VIII A, 1. - Kol. 16-20.
- Münzer F. "Valerius 181" // Paulys Realencyclopädie der classischen Altertumswissenschaft . - 1955. - Bd. VIII A, 1. - Kol. 37-39.
- Münzer F. V"alerius 182" // Paulys Realencyclopädie der classischen Altertumswissenschaft . - 1955. - Bd. VIII A, 1. - Kol. 39.
- Volkmann H. "Valerius" // Paulys Realencyclopädie der classischen Altertumswissenschaft . - 1948. - Bd. VII A, 1. - Kol. 2292-2296.
- Volkmann H. "Valerius 89" // Paulys Realencyclopädie der classischen Altertumswissenschaft . - 1948. - Bd. VII A, 1. - Kol. 2311.